# Стена Цоя (Минск)
Стена Цоя — памятник музыканту Виктору Цою, установленный в Ляховском сквере города Минска.

## История
В 1990 году, после смерти Виктора Цоя, стена появилась на бетонных плитах Октябрьской площади, которые ограждали стройплощадку Дворца Республики. В 1997 году плиты были убраны, оставшиеся две были перенесены на улицу Интернациональная. В сентябре 2008 года стену демонтировали. В 2010 году стена была восстановлена в сквере недалеко от стадиона «Динамо».
Стены Цоя также есть в Москве, Санкт-Петербурге, Екатеринбурге, Нижнем Новгороде, Перми и Морском.

## Современность
15.08.2021 произошло обновление Стены Цоя  в Минске. Апгрейд сделан на основе дополненной реальности приложение ARWALL. Система позволяет оживить картинки и рисунки на стене. Нужно открыть приложение и навести экран смартфона на фотографии Виктора Цоя. Фотографии будут показаны с музыкой и звуком.
Разработчик: InetEvolution. Руководитель разработки: Сугако Руслан.